# Sisó emplomallat
El sisó emplomallat (Sypheotides indicus) és un gran ocell de la família dels otídids (Otididae) i única espècie del gènere Sypheotides. Habita zones obertes, incloent sembrats, a l'Àsia meridional, al sud-est del Pakistan i l'Índia.